# Sebastian Ploner
Sebastian Maria Rudolf Ploner (Vienna, 27 maggio 1907 – dicembre 1981) è stato un pallanuotista austriaco.
È stato un giocatore di pallanuoto austriaco che ha partecipato alle Olimpiadi estive del 1936.